# Veliki Ograđenik
Veliki Ograđenik (en cyrillique : Велики Ограђеник) est un village de Bosnie-Herzégovine. Il est situé dans la municipalité de Čitluk, dans le canton d'Herzégovine-Neretva et dans la fédération de Bosnie-et-Herzégovine. Selon les premiers résultats du recensement bosnien de 2013, il compte 1 316 habitants.

## Démographie

### Évolution historique de la population
| 1948 | 1953 | 1961  | 1971  | 1981  | 1991  | 2013  |
| ---- | ---- | ----- | ----- | ----- | ----- | ----- |
| -    | -    | 1 360 | 1 476 | 1 235 | 1 194 | 1 316 |

|  |